# Ingvild Flugstad Østberg
Ingvild Flugstad Østberg (n. 9 noiembrie 1990, Comuna Gjøvik, Oppland, Norvegia) este o schioară de fond ce a reprezentat Norvegia, medaliată olimpică. A participat la 2 ediții ale Jocurilor Olimpice (2014, 2018) în care a câștigat o medalie de aur și o medalie de argint.